# Grattacielo Ina Assitalia

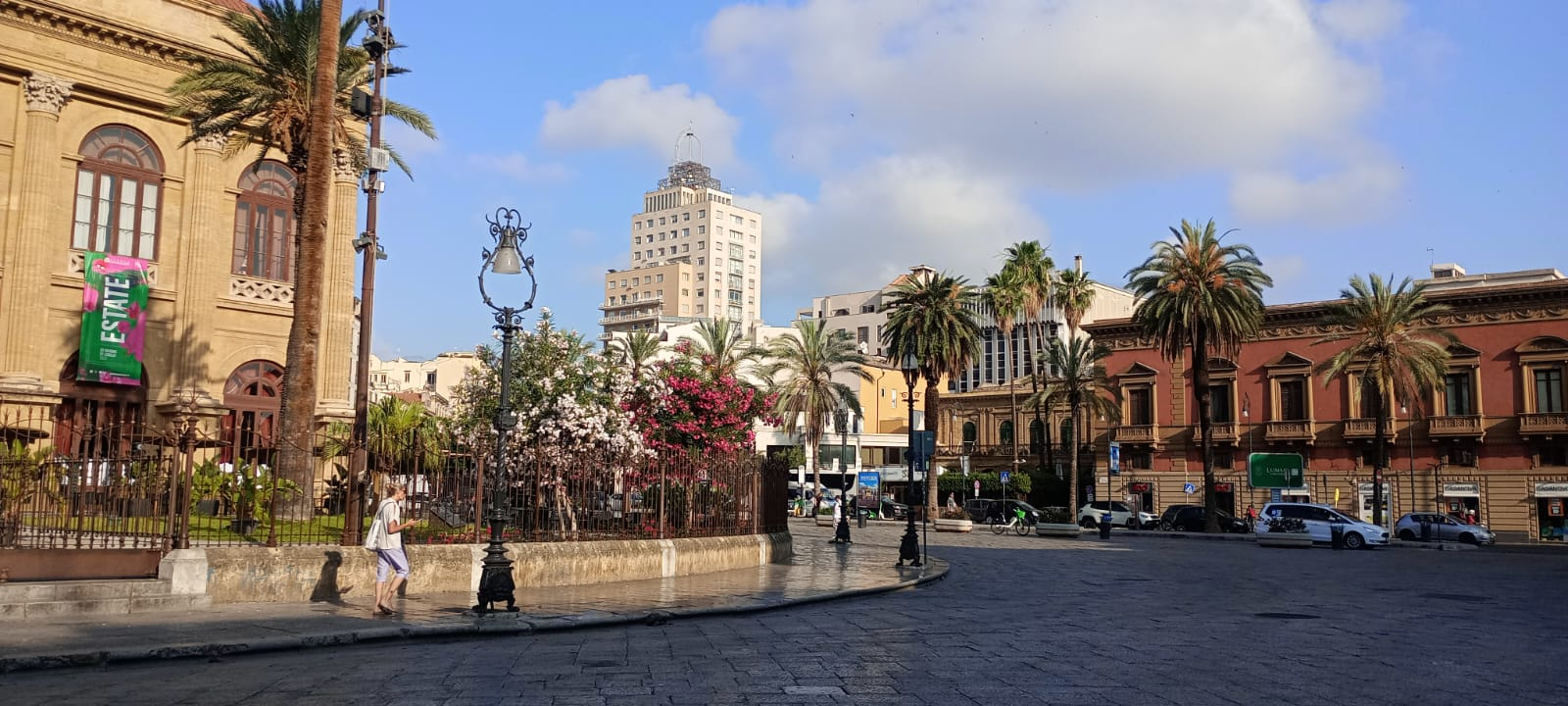
il grattacielo visto da Piazza Giuseppe Verdi

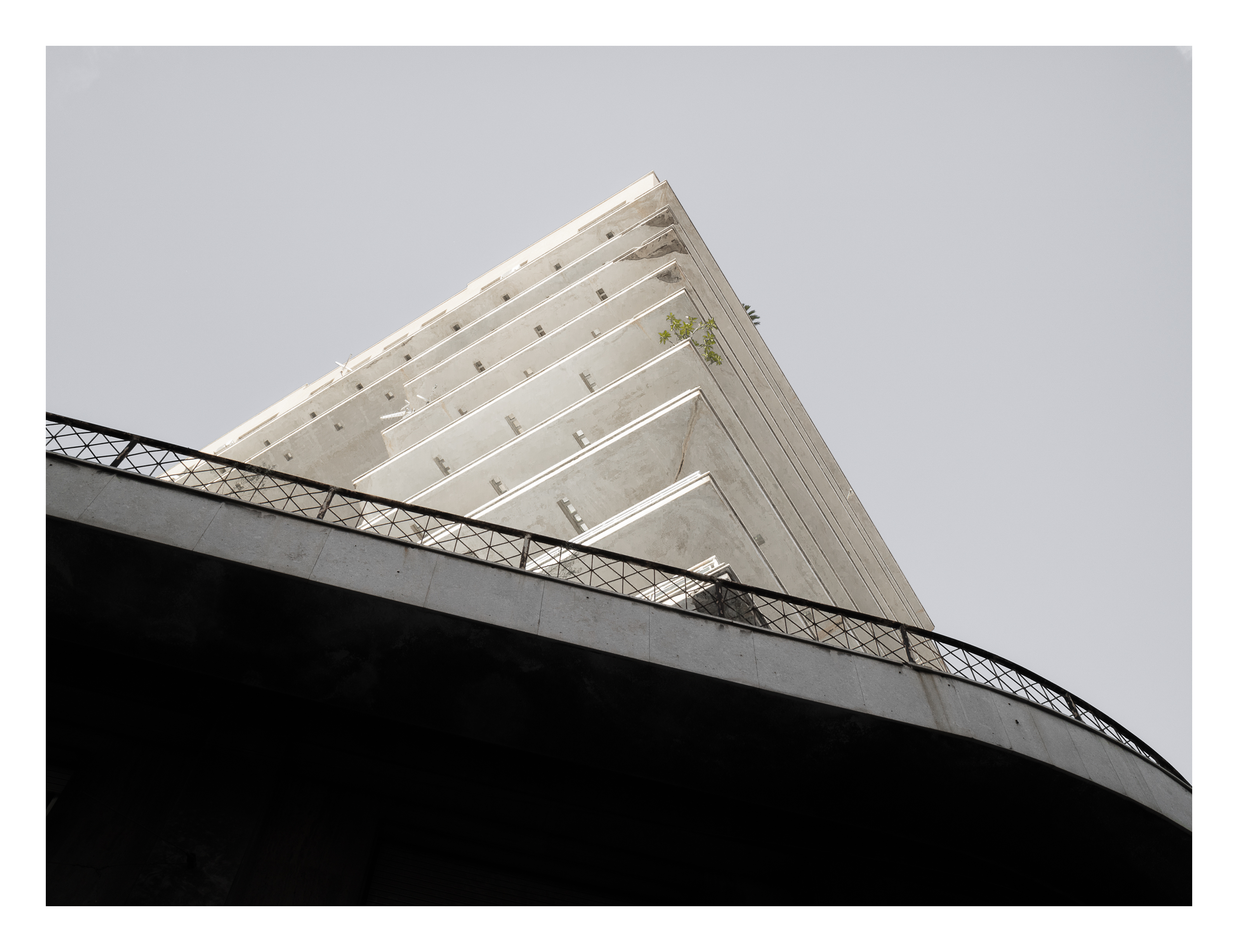
Vista dal basso

Il grattacielo dell'Ina Assitalia è il più alto edificio della città di Palermo e della Sicilia.

## Storia
L'edificio si trova all'interno dell'ex rione Villarosa. Il rione era composto dalla villa di Villarosa e dal suo terreno di competenza, sul quale all'inizio del secolo sorsero una serie di strutture sportive private ad uso della cittadinanza. Nel 1948 il consorzio immobiliare Villarosa, proprietario del terreno e dell'immobile, vendette l'intera area al Banco di Sicilia che organizzò un concorso di idee per la realizzazione di una serie di complessi monumentali, il concorso venne vinto dal gruppo Della Rocca, Guidi, Incorvaia, Lenti e Sterbini. Presto vennero edificati l'ex sede del giornale L'Ora, oggi Ufficio dell'Entrate, il grattacielo dell'INA ed infine la sede del Banco di Sicilia. Il grattacielo per stile rispecchia il movimento moderno secondo i canoni del Razionalismo italiano, è stato costruito tra il 1952 e il 1955 su un progetto di Carlo Broggi, che vinse un concorso di idee, e venne realizzato dall'Impresa CEFA dei fratelli Amoroso.

## Architettura
L'edificio si sviluppa per circa 90 metri in altezza e si trova nel centro della città, il fronte principale si affaccia sul piazzale Ungheria, che si trova a poche decine di metri dal Teatro Massimo. La struttura conta 18 piani più una struttura metallica sul quale era presente il logo illuminato dell'Ina Assitalia posta sulla sommità. Oltre che per altezza, spicca anche per monumentalità, sono inoltre presenti dei rilievi scultorei creati dall'artista Nino Geraci, il titolo dell'opera è La Sicilia e le sue attività lavorative. A gennaio 2011 il logo illuminato dell'Ina Assitalia posto in cima al grattacielo è stato rimosso.